# Wasserverkehr

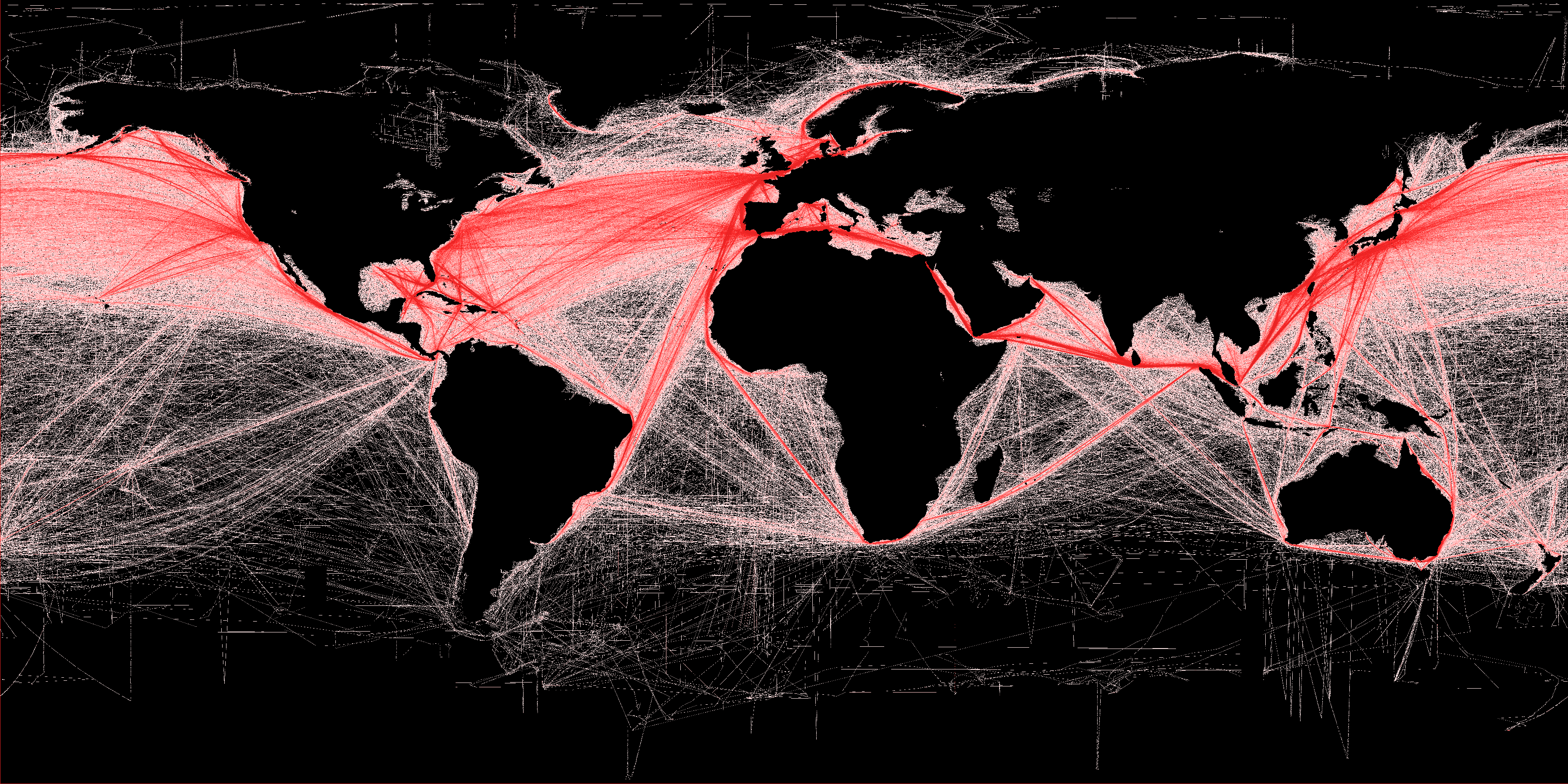
Wasserverkehr: maritime Seewege (2012)

Als Wasserverkehr werden alle Transport- und Verkehrsmittel sowie die Verkehrsinfrastruktur zusammengefasst, die auf Gewässern zum Einsatz kommen können. Pendants sind der Landverkehr und der Luftverkehr.

## Allgemeines
Der Verkehr kann zu Lande (Fußgängerverkehr, Fahrzeugverkehr), im Wasser (Schifffahrt) und in der Luft (Luftfahrt) stattfinden. Entsprechend besteht ein Verkehrssystem aus Land-, Luft- und Wasserverkehr. Land-, Wasser- und Luftverkehr sind Verkehrsarten, die einem bestimmten Trägermedium zugeordnet werden können. Für jeden Verkehrsträger (Straße, Schiene, Fluss, Kanal, Küstenlinien oder hohe See) gibt es unterschiedliche Transport- und Verkehrsmittel sowie eine eigenständige Verkehrsinfrastruktur.

## Verkehrsarten
Die Verkehrsarten können in folgender Übersicht zusammengefasst werden:
| Verkehrsart   | Verkehrsträger im engeren Sinne | Verkehrsträger im weiteren Sinne                | Verkehrsnetz             |
| ------------- | ------------------------------- | ----------------------------------------------- | ------------------------ |
| Landverkehr   | Straßen Schienen                | Straßenverkehrsunternehmen Eisenbahnunternehmen | Straßennetz Schienennetz |
| Wasserverkehr | Wasserstraßen, Seewege          | Reedereien                                      | Wasserstraßennetz        |
| Luftverkehr   | Luftstraßen                     | Fluggesellschaften                              | Luftstraßennetz          |

Als Verkehrsträger im engeren Sinne wird hierin der Transportweg verstanden, auf welchem der Personen- und/oder Gütertransport stattfindet. Verkehrsträger im weiteren Sinne sind die Transportunternehmen.

## Umfang
Der Wasserverkehr umfasst als Transportwege die Wasserwege (Flüsse, Kanäle, Seen, Seewege), wobei in Küstennähe Überschneidungen mit dem Seeverkehr vorkommen, Transport- und Verkehrsmittel (Wasserfahrzeuge: Boote, Fähren, Schiffe), Verkehrsinfrastruktur (Häfen, Hafenanlagen, Kais, Werften) und den Verkehrswasserbau (Wasser- und Flussbau, Reinigung der Flüsse und Kanäle). Ein hohes Verkehrsaufkommen kann insbesondere auf Flüssen und Kanälen zu Staus führen. Die Überwachung des Wasserverkehrs erfolgt auch deshalb in der Binnenschifffahrt durch Revierzentralen, im maritimen Verkehr durch Verkehrszentralen.
Eine große Zahl von Städten des Binnenlandes und an Küstenlinien sind an Orten entstanden, die für den Wasserverkehr von Bedeutung sind (Hafenstädte). Binnenhäfen gibt es an Flüssen und Kanälen, Seehäfen an der Meeresküste.

## Arten
Allgemein wird unterschieden zwischen der Berufsschifffahrt und der nicht gewerblichen Sportschifffahrt.
Der gewerbliche Wasserverkehr kann auf Binnengewässern oder auf dem Meer stattfinden. Entsprechend unterscheidet man:
| Verkehrsart       | Transport- oder Verkehrsmittel                                                                                     | Verkehrsträger | Verkehrsinfrastruktur                                                                   |
| ----------------- | --- | -------------- | --------------------------------------------------------------------------------------- |
| Binnenschifffahrt | * Personentransport: Ausflugsdampfer, Fähren, Flusskreuzfahrtschiffe * Frachtschifffahrt: Containerschiffe, Tanker | Binnengewässer | Binnenhäfen, Hafenanlagen, Kais, Schleusen, Werften, Verkehrswasserbau, Revierzentralen |
| Seeschifffahrt    | * Personentransport: Kreuzfahrtschiffe, Linienschiffe * Frachtschifffahrt: Containerschiffe, Tanker                | Seewege        | Seehäfen, Verkehrszentralen                                                             |

Als Verkehrsarten im Hinblick auf den Bedarf gibt es die Linienschifffahrt und die Trampschifffahrt (Charterverkehr).
Zum nicht gewerblichen Wasserverkehr gehören der unentgeltliche Wassersport (beispielsweise die Regatta) und die Flaschenpost.

## Wirtschaftliche Aspekte
Der Hauptträger des Wasserverkehrs und zugleich des Welthandels ist das Meer. Deshalb spielt der Seehandel für den internationalen Handel eine wichtige Rolle. Über 90 % der weltweit gehandelten Güter werden über die Seewege transportiert. Deutschland wickelt über den Seeweg mehr als 25 % der Importe und Exporte ab. Die Bedeutung der weltweiten Schifffahrt ist dementsprechend für die globalisierte Welt als auch für Deutschland erheblich, unter anderem bei der Beschaffung von Rohstoffen und Wirtschaftsgütern.
Der Wasserverkehr fungiert im Güterverkehr überwiegend als Hauptlauf, wobei die Befrachter das Frachtgut am Ladeplatz des Hafens abliefern (Vorlauf) und die Empfänger die Fracht am Löschplatz abholen lassen müssen (Nachlauf). Die Binnenschifffahrt besitzt deshalb den größten Anteil aller binnenländischen Verkehrsträger am multimodalen Verkehr.
Das für den Wasserverkehr geeignete Frachtgut ist wegen der längeren Fahrzeit der Transportmittel begrenzter als beim Land- und Luftverkehr. Die Binnenschifffahrt dient hauptsächlich der Beförderung transportkostenintensiver Massen- und Schüttgüter sowie zum Transport von sperrigen Gegenständen, die nur sehr schwer mit anderen Transportmitteln befördert werden können. Zeitkritisches Frachtgut wird mit anderen Verkehrsarten befördert.
Im Personenverkehr per Schiff überwiegt der Tourismus, es spielt aber im Vergleich aller Transportmittel eine untergeordnete Rolle; weder der Binnenreiseverkehr, der vorwiegend aus Ausflugsverkehr besteht, noch die Bereiche gewerblicher Personenbeförderung oder Seeschifffahrt besitzen einen bedeutenden Anteil am gesamten Reiseaufkommen. Insbesondere bei Kreuzfahrten ist eine umfassende Abfertigung wie im Flugverkehr erforderlich.

## Sonstiges
Der Bauingenieur Otto Franzius widmete 1927 in seinem Buch dem Wasserverkehr ein ganzes Kapitel („Der Wasserverkehr, sein Wesen und seine Bedeutung“). Der Begriff des Wasserverkehrs ist kein Synonym von Schiffsverkehr oder Schifffahrt, die beide lediglich einen Teil des Wasserverkehrs darstellen.